# جامعة ماردين أرتوقلو
جامعة ماردين أرتوقلو هي جامعة حكومية تقع في ماردين بتركية، أسست الجامعة سنة 2007 م. أما تسمية أرتوقلو فهي نسبة إلى القبائل التركمانية المُعروفة باسم الأرتقيين أو بني أرتق والتي حكمت المنطقة في العصور السابقة.